# Anthophora zamoranella
Anthophora zamoranella är en biart som beskrevs av Cockerell 1949. Anthophora zamoranella ingår i släktet pälsbin, och familjen långtungebin. Inga underarter finns listade i Catalogue of Life.